# Джига Микола Васильович
Мико́ла Васи́льович Джи́га (нар. 15 травня 1949, с. Ярове, Вінницька область) — народний депутат, генерал-полковник міліції, кандидат юридичних наук. Голова Вінницької обласної державної адміністрації від 2 червня 2010 по 26 листопада 2012.

## Біографія
Народився 15 травня 1949 (с. Ярове, Шаргородський район, Вінницька область).
Освіта: Академія МВС СРСР (1976), правознавець; кандидатська дисертація «Проблеми законності та доцільності при забезпеченні правового статусу обвинуваченого під час розслідування злочинів» (Київський національний університет імені Тараса Шевченка, 2002).
09.1964-08.66 — учень Козятинського ПТУ-3. 08.1966-05.68 — столяр Фастівського будівельного управління № 145 тресту «Південзахтранспорт». 05.1968-06.70 — служба в армії. 08.-10.1970 — водій, Фастівське районе управління сільського господарства. 10.1970-09.71 — електромонтер зв'язку Фастівської дистанції зв'язку Південно-Західної залізниці. 10.1971-10.73 — курсант Саратовської спеціальної середньої школи міліції МВС СРСР. 10.1973-05.80 — слідчий, старший слідчий, начальник слідчого відділення, 05.1980-11.83 — начальник Макарівського райвідділу внутрішніх справ Київської області. 11.1983-10.86 — начальник Вишгородського райвідділу внутрішніх справ Київської області. 10.1986-01.89 — начальник Фастівського міськрайвідділу внутрішніх справ. 01.1989-05.91 — головний інспектор Оргінспекторського управління МВС УРСР. 05.1991-10.95 — заступник начальника Головного управління МВС України в Київській області — начальник слідчого управління. 10.1995-04.98 — начальник Управління МВС України в Кіровоградській області. 04.1998-10.2000 — 1-й заступник Міністра внутрішніх справ України — начальник Головного управління боротьби з корупцією та організованою злочинністю, 10.2000-10.01 — 1-й заступник міністра, 10.2001-08.02 — 1-й заступник Державного секретаря, 08.-10.2002 — 1-й заступник Державного секретаря — начальник Головного управління боротьби з організованою злочинністю МВС України. З 12.2002 — начальник Національного бюро Інтерполу в Україні. 02.2003-07.04 — заступник Голови — начальник Слідчого управління податкової міліції Державної податкової адміністрації України. 07.2004-06 — ректор Київського юридичного інституту МВС України.
Працював під керівництвом глави МВС Юрія Кравченка і був одним з найближчих його соратників, зокрема Микола Васильович займався розслідуванням справи Гонгадзе. Микола Джига виступає активним прибічником версії того, що загибель пана Кравченка в 2005 році не була самогубством.
Народний депутат України 5-го скликання з 04.2006 від Партії регіонів, № 56 в списку. На час виборів: ректор Київського юридичного інституту МВС України, б/п. Голова Комітету з питань боротьби з організованою злочинністю і корупцією (з 07.2006), член фракції Партії регіонів (з 05.2006); член Координаційного комітету боротьби з корупцією і організованою злочинністю при Президентові України (з 09.2002); член наглядової ради НАК «Енергетична компанія України» (з 06.2004).
За наказом депутата від Партії регіонів Миколи Джиги, який очолював тоді слідчу комісію з абсолютно іншої теми, були вилучені матеріали про приватизацію Віктором Януковичем урядової резиденції «Межигір'я».
На виборах до Верховної ради 2012 року кандидат у народні депутати у окрузі № 15.
Був одним із 148-ми народних депутатів України, хто підписав Звернення депутатів від Партії регіонів і КПУ до польського Сейму з проханням «визнати Волинську трагедію геноцидом щодо польського населення і засудити злочинні діяння українських націоналістів».

## Нагороди
- Орден «За заслуги» II ст. (23 серпня 2011) — за значний особистий внесок у становлення незалежності України, утвердження її суверенітету та міжнародного авторитету, заслуги у державотворчій, соціально-економічній, науково-технічній, культурно-освітній діяльності, сумлінне та бездоганне служіння Українському народові[7]
- Орден «За заслуги» III ст. (24 травня 1999) — за заслуги у боротьбі зі злочинністю, зміцненні законності та правопорядку[8]
- Відзнака «Іменна вогнепальна зброя» (19 серпня 1997) — за особисті заслуги в боротьбі зі злочинністю, бездоганну багаторічну службу[9]

## Виноски
1. ↑  http://w1.c1.rada.gov.ua/pls/radac_gs09/d_index_arh?skl=5
2. ↑  http://w1.c1.rada.gov.ua/pls/radac_gs09/d_index_arh?skl=6
3. ↑  http://w1.c1.rada.gov.ua/pls/radac_gs09/d_index_arh?skl=7
4. ↑  Губернатор в погонах. Покорять оппозиционный Винницкий облсовет Президент отправил генерал-полковника милиции. Архів оригіналу за 10 червня 2010. Процитовано 11 червня 2010.
5. ↑  Розкрито таємницю ціни оренди "Межигір'я" Януковичем. Українська правда. 3 червня 2010. Архів оригіналу за 6 червня 2010. Процитовано 3 червня 2010.
6. ↑  Архівована копія. Архів оригіналу за 26 серпня 2012. Процитовано 19 серпня 2012.{{cite web}}:  Обслуговування CS1: Сторінки з текстом «archived copy» як значення параметру title (посилання)
7. ↑  Указ Президента України № 845/2011 від 23 серпня 2011 року «Про відзначення державними нагородами України з нагоди 20-ї річниці незалежності України». Архів оригіналу за 14 жовтня 2018. Процитовано 24 вересня 2013.
8. ↑  Указ Президента України № 552/99 від 24 травня 1999 року «Про нагородження відзнакою Президента України — орденом „За заслуги“»
9. ↑  Указ Президента України № 852/97 від 19 серпня 1997 року «Про нагородження відзнакою Президента України „Іменна вогнепальна зброя“»